# زورچک
زورچک (به لاتین: Zwercheck) یک کوه در جمهوری چک است که در شام (آلمان) واقع شده است. زورچک ۱٬۳۳۳ متر بالاتر از سطح دریا واقع شده است.